# Rhopalione sinensis
Rhopalione sinensis is een pissebed uit de familie Bopyridae. De wetenschappelijke naam van de soort is voor het eerst geldig gepubliceerd in 1990 door John C. Markham.